# Talita Fontoura Alves
Talita Fontoura Alves  low  (sinh năm 1966) là một nhà thực vật học người Brazil. Cô là giáo sư sinh học và thực vật học tại Đại học bang Santa Cruz ở Ilhéus, Brazil. Cô trở nên nổi tiếng vì đã phát hiện và đặt tên cho Quesnelia alborosea, một thành viên của họ Bromeliaceae có nguồn gốc ở khu vực Bahia của Brazil.

## Tiểu sử
Năm 1988, Fontoura đã nhận được Bằng cấp của mình từ Đại học Santa Úrsula ở Rio de Janeiro. Cô có bằng thạc sĩ về sinh thái học dưới sự giám sát của Tiến sĩ Fábio Rúbio Scarano tại Đại học Campinas năm 1995, và cuối cùng là Tiến sĩ năm 2005, cũng tại Đại học Campinas. Để hoàn thành việc học của mình, cô đã tiến hành nghiên cứu sau tiến sĩ tại Đại học Liên bang Rio de Janeiro.
Từ năm 1996, cô làm giáo sư tại Đại học bang Santa Cruz ở Ilhéus, Bahia, và tiếp tục đóng góp cho các lĩnh vực sinh thái trong đa dạng sinh học và bảo tồn. Lĩnh vực nghiên cứu của cô là cấu trúc và cộng đồng của epiphyte. Cô đã bắt đầu nghiên cứu về Bromeliaceae tại Vườn thực vật Rio de Janeiro về các khía cạnh khác nhau của họ thực vật đó như các việc kiểm tra thực vật học và việc ăn trái cây.